# داء حلقيات الأبواغ
داء حلقيات الأبواغ هو مرض ناجم عن عدوى حلقية الأبواغ، وهي من الأوالي الممرضة التي تنتقل عن طريق البراز أو الطعام والمياه الملوثين بالبراز. أُبلغ عن حالات تفشي المرض بسبب الفواكه والخضروات الملوثة. لا ينتقل من شخص لآخر، لكن قد يكون خطيرًا على المسافرين كمسبب للإسهال.

## السبب
يصيب داء حلقيات الأبواغ بشكل أساسي الإنسان والرئيسات الأخرى. عندما تدخل بيضة متكيسة من حلقية الأبواغ إلى الأمعاء الدقيقة، تغزو الغشاء المخاطي، إذ تُحتضن لمدة أسبوع تقريبًا. بعد الحضانة، تبدأ الأعراض متمثلةً بالإسهال المائي الشديد والانتفاخ والحمى وتقلصات المعدة وآلام العضلات.
يؤثر الطفيلي بشكل خاص على صائم الأمعاء الدقيقة. من بين تسعة مرضى في نيبال شُخصت إصابتهم بداء حلقيات الأبواغ، كان جميعهم مصابين بالتهاب الصفيحة المخصوصة بالإضافة إلى زيادة البلازما في الصفيحة المخصوصة. لوحظ أيضًا وجود البيوض المتكيسة في رشافة الاثني عشر. غالبًا ما توجد البيوض المتكيسة في البيئة نتيجة لاستخدام المياه الملوثة أو البراز البشري كسماد.

## التشخيص
قد يكون التشخيص صعبًا بسبب عدم وجود بيوض متكيسة واضحة في البراز. يمكن أن تساعد فحوص الدنا القائمة على تفاعل البوليمراز المتسلسل أو التلوين الصامد للحمض في التشخيص.

## الوقاية
لا يوجد لقاح للوقاية من داء حلقيات الأبواغ لدى البشر في الوقت الحاضر، لكن يوجد لقاح متاح للحد من وفيات الأجنة بين الأغنام.

## العلاج
غالبًا ما تُعالج العدوى باستخدام تريميثوبريم/سلفاميثوكسازول، والمعروف أيضًا باسم بكتريم أو كو-تريموكسازول، لأن الأدوية التقليدية المضادة للأوالي غير كافية. لمنع انتقال العدوى، يجب طهي الطعام جيدًا وتجنب شرب مياه الجداول.

## الوبائية
سُجلت أولى حالات الإصابة بداء حلقيات الأبواغ بين البشر في الأعوام 1977 و1978 و1979. وأبلغ عنها أشفورد، عالم الطفيليات البريطاني الذي اكتشف ثلاث حالات أثناء العمل في بابوا غينيا الجديدة. وجد آشفورد أن الطفيلي كان يتبوغ بوقت متأخر للغاية، أي بعد 8-11 يومًا، ما جعل تشخيص المرض صعبًا. عند فحص البراز، يمكن بسهولة الخلط بين البيوض غير الناضجة والأبواغ الفطرية، بالتالي قد تتعرض للتجاهل.
في عام 2007، نشر باحثون هنود تقرير حالة وجد ارتباط بين عدوى حلقيات الأبواغ وشلل الوجه النصفي. كانت هذه أول حالة أُبلغ عنها من شلل الوجه النصفي بعد الإصابة بعدوى حلقيات الأبواغ المزمنة. بالإضافة إلى تقارير أخرى لحالات خارج الأمعاء، قد يكون داء حلقيات الأبواغ مرتبطًا بتلف الخلايا العصبية العكوس أو آليات أخرى غير معروفة تؤدي إلى متلازمة غيلان باريه أو شلل حلقيات الأبواغ.
في عام 2010، نُشر تقرير عن انتقال حلقيات الأبواغ أثناء السباحة في وادي كاتماندو في مجلة معهد الطب. وجد الباحثون أن عينات البراز البشرية حول أماكن سكن السباحين وبالقرب من حوض السباحة كانت إيجابية لحلقيات الأبواغ. ومع ذلك، لم يجدوا الطفيلي في براز الكلاب أو براز الطيور أو روث الماشية أو عينات الخضروات أو عينات المياه. وخلصوا إلى أن مياه البركة الملوثة الناتجة عن التلوث البيئي ربما تسببت في العدوى، إذ يمكن للطفيلي مقاومة الكلور الموجود في الماء.